# Seňa
Seňa é um município da Eslováquia, situado no distrito de Košice-okolie, na região de Košice. Tem 22,81 km² de área e sua população em 2018 foi estimada em 2170 habitantes.

## Demografia
| Ano:        | 1994 | 2004    | 2014   | 2024   |
| ----------- | ---- | ------- | ------ | ------ |
| Broj ljudi: | 1926 | 2122    | 2095   | 2228   |
| Razlika:    |      | +10,17% | -1,27% | +6,34% |

| Ano:               | 2023 | 2024   |
| ------------------ | ---- | ------ |
| Número de pessoas: | 2212 | 2228   |
| Diferença:         |      | +0,72% |